# Episodi di Alice Nevers - Professione giudice (ottava stagione)
L’ottava stagione della serie televisiva Alice Nevers - Professione giudice è composta da sei episodi di circa 52 minuti, trasmessi per la prima volta da TF1 dal 21 gennaio al 4 febbraio 2010.
In Italia è stata trasmessa su Rai 3 nel 2011 per tre episodi.
| nº | Titolo originale          | Titolo italiano    | Prima TV Francia | Prima TV Italia |
| -- | ------------------------- | ------------------ | ---------------- | --------------- |
| 1  | Ressources inhumaines     | Risorse inumane    | 21 gennaio 2010  | 2011            |
| 2  | Les enfants de la lumière | I figli della luce | 21 gennaio 2010  |                 |
| 3  | La dette                  | Recupero crediti   | 28 gennaio 2010  | 2011            |
| 4  | Mort de rire              | Morire dal ridere  | 28 gennaio 2010  |                 |
| 5  | Risque majeur             | Vite a rischio     | 4 febbraio 2010  | 2011            |
| 6  | Par amour                 | Per amore          | 4 febbraio 2010  |                 |

## Risorse inumane
- Titolo originale: Ressources inhumaines
- Diretto da: François Velle
- Scritto da: Mathieu Massoffe

### Trama
Un consulente in una società di reclutamento, viene trovato morto con una lettera di rifiuto infilata in bocca, indirizzata ad un candidato che nasconde alla sua famiglia di essere disoccupato da 2 anni. Alice e Marquand scoprono che un'azienda familiare è gestita con il pugno di ferro dal suo fondatore.

## I figli della luce
- Titolo originale: Les enfants de la lumiére
- Diretto da: René Manzor
- Scritto da: Sylvie Meyer e Guy-Patrick Sanderichin

### Trama
Il cadavere di una quindicenne è stata ritrovata nel parco Buttes-Chaumont, ma il caso si complica quando scopriamo che sua madre e suo fratello minore facevano parte di una setta intitolata I figli della luce. Allo stesso tempo, incinta di 7 mesi, Alice sta cercando di trovare un posto in un asilo nido per suo figlio.

## Recupero crediti
- Titolo originale: La dette
- Diretto da: François Velle
- Scritto da: Alice Chegaray-Breugnot e Jean-Marc Dobel

### Trama
Una parrucchiera viene uccisa nel suo posto di lavoro, la vittima e suo marito erano sull'orlo di un indebitamento eccessivo e le organizzazioni di credito li hanno molestati per recuperare i loro soldi. Marquand e Alice hanno un particolare interesse per uno degli esattori, ma allo stesso tempo, Maruqand e Lemmonier litigano su chi sarà il padrino del bambino di Alice.

## Morire dal ridere
- Titolo originale: Mort de rire
- Diretto da: François Velle
- Scritto da: Alain Patteta e Isabelle Lemonnier

### Trama
Una quattordicenne viene uccisa, e Alice e Marquand non capiscono come la vittima posa permettersi abiti firmati e accessori high-tech. Il mistero si infittisce ancora di più quando a casa sua scoprono 2.000 euro. Allo stesso tempo, Juliette, la figlia di Marquand, gli dice che vuole andare a vivere con lui.

## Vite a rischio
- Titolo originale: Risque majeur
- Diretto da: François Velle
- Scritto da: Jérôme Enrico

### Trama
Un direttore di un laboratorio di chimica industriale, viene ucciso in un parcheggio. I sospetti di Alice cadono sulla babysitter dei figli della vittima con la quale aveva appuntamento.

## Per amore
- Titolo originale: Par amour
- Diretto da: René Manzor
- Scritto da: Alice Chegaray-Breugnot e Thiery Lassalle

### Trama
Una donna viene uccisa in mezzo ad una piazza col collo spezzato, mentre suo figlio è stato rapito il giorno prima ed è scattato l'allarme per il rapimento, ma il bambino non è stato ancora ritrovato. Alice è arrivata alla fine della sua gravidanza ma continua a lavorare.